# ISTSat-1
 (mai 2025).

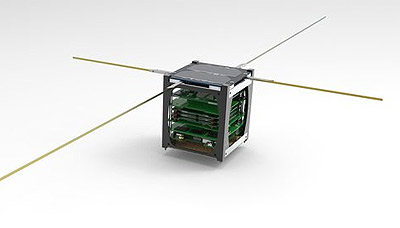
Rendu photoréaliste du nanosatellite ISTSAT-1

ISTSAT-1 est un nanosatellite portugais développé par des étudiants et chercheurs de l’Instituto Superior Técnico (Université de Lisbonne), lancé en orbite le 9 juillet 2024 à bord du vol inaugural d’Ariane 6,,. Le projet fait partie du programme Fly Your Satellite! de l’Agence spatiale européenne. Il s’agit du troisième satellite portugais envoyé dans l’espace, après le PoSAT-1 et l’AEROS MH-1, et du premier à avoir été entièrement conçu et fabriqué au Portugal,.
Le ISTSat-1 est un CubeSat conçu pour optimiser et compléter les systèmes de surveillance du trafic aérien en démontrant la détection en orbite de signaux ADS-B (Automatic Dependent Surveillance–Broadcast). Sa durée de mission est estimée à 12 mois.